# Pic du phosphore

Graphique montrant la production mondiale de phosphore, 1900-2016, rapporté par l’Institut d’études géologiques des États-Unis

Le pic du phosphore est un concept qui décrit le moment où l'humanité atteint le taux de production mondial maximum de phosphore en tant que matière première industrielle et commerciale.

## Terme
Le terme est utilisé d'une manière équivalente au terme mieux connu de pic pétrolier. La question a été soulevée dans le cadre d'un débat sur la question de savoir si un « pic du phosphore » était imminent ou non, vers 2010, mais elle a été largement rejetée après que l'Institut d'études géologiques des États-Unis (USGS) et d'autres organisations ont augmenté les estimations mondiales sur les ressources en phosphore disponibles.
Le phosphore est une ressource finie (limitée) qui est très répandue dans la croûte terrestre et dans les organismes vivants, mais qui est relativement rare sous forme concentrée et qui n'est pas répartie uniformément sur Terre. La seule méthode de production rentable à ce jour est l'exploitation minière des roches phosphatées, mais seuls quelques pays disposent d'importantes réserves. Les quatre premiers sont le Maroc, la Chine, l'Algérie et la Syrie. Les estimations de la production future varient considérablement en fonction de la modélisation et des hypothèses relatives aux volumes extractibles, mais il est inéluctable que la production future de roches phosphatées soit fortement influencé par le Maroc dans un avenir prévisible.
Les moyens de production commerciale de phosphore autres que l'exploitation minière sont peu nombreux en raison de son cycle biogéochimique non-gazeux. En 2018, la principale source de phosphore est la roche phosphatée. Selon certains chercheurs, les réserves commerciales et abordables de phosphore devraient s'épuiser dans 50 à 100 ans et le pic du phosphore être atteint autour de 2030, (ou 2070 selon le scénario de Cordell et al. 2011). D'autres suggèrent que les approvisionnements dureront pendant plusieurs centaines d'années. Comme pour le calendrier du pic pétrolier, la question n'est pas réglée, et les chercheurs de différents domaines publient régulièrement des estimations différentes des réserves de phosphate naturel.

## Contexte

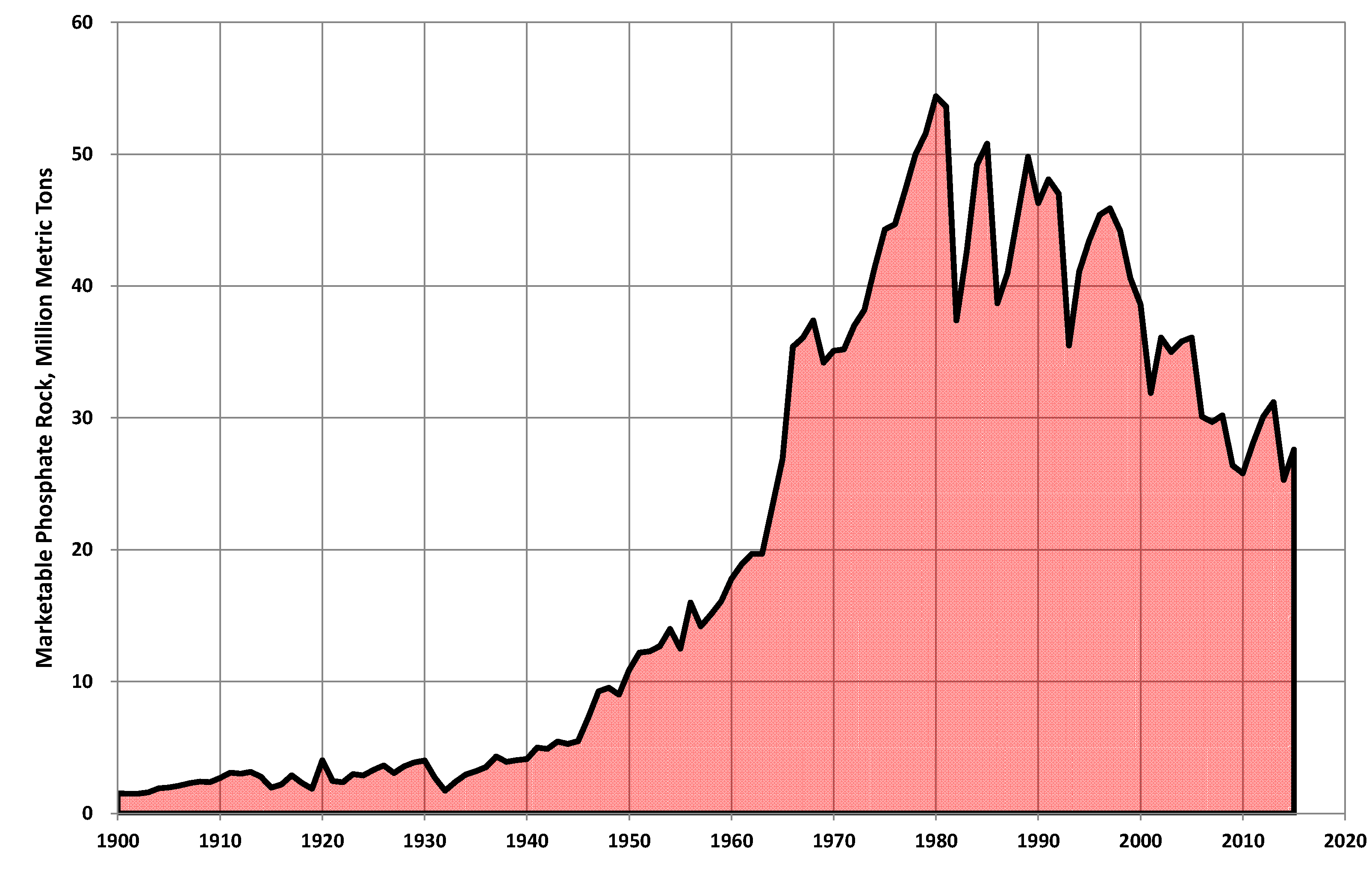
Roches phosphatées extraites aux États-unis, 1900-2015 (données de l'US Geological Survey)

Le concept de pic du phosphore est lié au concept de limites planétaires. Le phosphore, en tant que partie intégrante des processus biogéochimiques, appartient à l'un des neuf « processus du système terrestre » dont les limites sont connues. Tant que les limites ne sont pas franchies, ils marquent la « zone de sécurité » de la planète.

## Estimations des réserves mondiales de phosphate

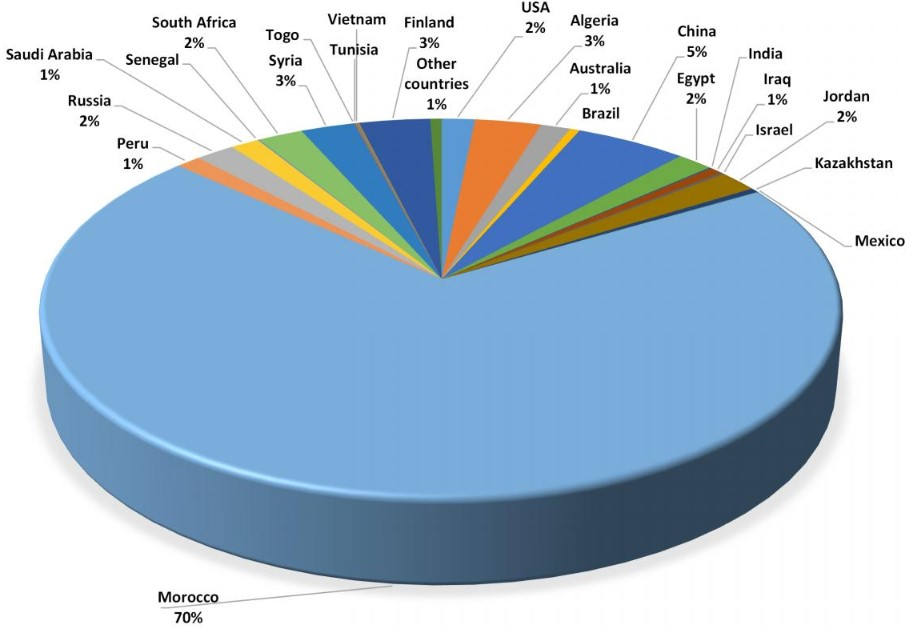
Distribution mondiale des réserves commerciales de roches phosphatées en 2016

La détermination précise du pic du phosphore dépend de la connaissance des réserves et des ressources commerciales mondiales totales de phosphate, en particulier sous la forme de roche phosphatée (un terme qui englobe plus de 300 minerais d'origine, de composition et de teneur en phosphate différente). Les « réserves » désignent la quantité présumée récupérable aux prix courants du marché et les « ressources » correspondent à la quantité estimée d'une qualité ou d'une teneur telle qu'elles ont des perspectives raisonnables d'extraction économique.
La roche phosphatée non transformée a une concentration de 1,7 % à 8,7 % de phosphore en masse (de 4 à 20 % de pentoxyde de phosphore). En comparaison, les roches moyennes contiennent 0,1 % de phosphore en masse, et de la végétation de 0,03% à 0,2%. Bien que des millions de milliards de tonnes de phosphore existent dans la croûte terrestre, ils ne sont pas économiquement extractibles.
En 2017, l'Institut d'études géologiques des États-Unis (USGS) a estimé que les réserves mondiales de roches phosphatées économiquement extractibles s'élèvent à 68 milliards de tonnes, tandis que la production minière globale en 2016 était de 0,261 milliard de tonnes. Dans l'hypothèse d'une croissance nulle, la réserve durerait donc 260 ans. Cela confirme un rapport de 2010 du Centre international pour le développement des engrais (en) (IFDC) selon lequel les réserves mondiales dureraient plusieurs centaines d'années. Les chiffres des réserves de phosphore sont intensément débattus,,. Gilbert suggère qu'il y a peu de vérification externe de l'estimation. Une étude réalisée en 2014 a conclu que le rapport de l'IFDC « présente une image gonflée des réserves mondiales, en particulier celles du Maroc, où les ressources largement hypothétiques et présumées ont tout simplement été renommées « réserves ».
Les pays ayant les plus grandes réserves de roches phosphatées commerciales (en milliards de tonnes) sont : le Maroc 50, la Chine 3,1, l’Algérie 2,2, la Syrie 1,8, la Finlande 1,6, l’Afrique du Sud 1,5, la Russie 1,3, la Jordanie 1,2, l’Égypte 1,2, l’Australie 1,1, les États-Unis 1,1.
Des pénuries de roches phosphatées (ou simplement des augmentations de prix significatives) aurait un impact important sur la sécurité alimentaire mondiale. De nombreux systèmes agricoles dépendent de l'apport d'engrais inorganiques, qui utilisent des roches phosphatées. Si les systèmes ne changent pas, les pénuries de roches phosphatées pourraient entraîner des pénuries d’engrais inorganiques, ce qui pourrait à son tour réduire la production alimentaire mondiale.
Les économistes ont souligné que les fluctuations des prix des roches phosphatées n'indiquent pas nécessairement un pic du phosphore, car elles sont déjà survenues en raison de divers facteurs liés à l'offre et à la demande.

### États-Unis
La production américaine de roches phosphatées a atteint un sommet dans les années 1980 à 54,4 millions de tonnes. Les États-Unis ont été le plus grand producteur mondial de roches phosphatées depuis au moins 1900, jusqu'en 2006, date à laquelle la production américaine a été dépassée par celle de la Chine. En 2015, les États-Unis ont produit 12 % de la roche phosphatée mondiale[réf. nécessaire].